# North American X-15
El North American X-15 era un avión cohete reutilizable que formaba parte de la serie X de aviones experimentales utilizados por la USAF, la NASA y la USN. El X-15 consiguió varias marcas de velocidad y altitud a comienzos de los años 1960, alcanzando el límite con el espacio exterior (línea de Kármán) y obteniendo información que sería utilizada en el diseño de aviones y naves espaciales posteriormente.
Durante el programa del X-15, trece vuelos, realizados por ocho pilotos, alcanzaron el criterio de la USAF de vuelo espacial al pasar los 80 km de altitud y los pilotos recibieron el título de astronautas por parte de la Fuerza Aérea. Dos pilotos además recibieron las alas de astronauta de la NASA.
De todas las misiones del X-15, dos vuelos realizados por el mismo piloto, también consiguieron la calificación de vuelo espacial de la FAI al pasar el límite de 100 km.

## Historia

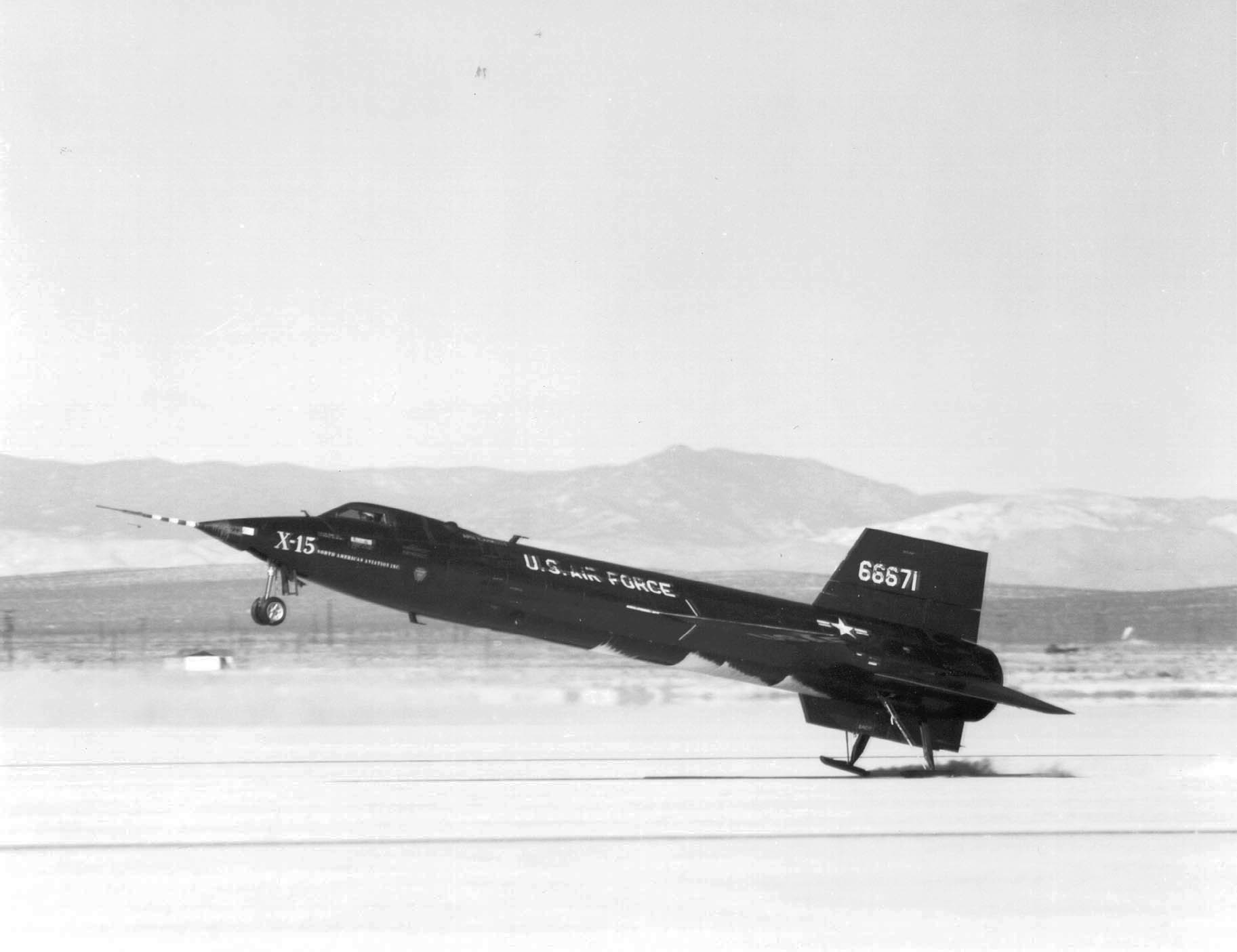
X-15 aterrizando, donde se puede apreciar los patines.

La petición para propuestas original fue publicada para la estructura del avión el 30 de diciembre de 1954 y para el motor de cohete el 4 de febrero de 1955. North American recibió el contrato para la estructura en noviembre de 1955 y Reaction Motors fue contratada en 1956 para proporcionar los motores.
Como algunos aviones de la serie X, el X-15 fue diseñado para ser transportado bajo el ala de un B-52 Stratofortress. El fuselaje era alargado y cilíndrico, con carenas en la parte posterior que le daba un aspecto aplanado y con aletas en forma de cuña dorsales y ventrales. El tren de aterrizaje retráctil consistía en una rueda en el morro y dos patines (para proporcionar mayor espacio libre parte de la aleta ventral se desechaba antes de aterrizar). Los dos motores XLR-11 del modelo inicial X-15A proporcionaba 36 kN de empuje. El motor real del X-15 sería un único XLR-99 con una fuerza de empuje de 254 kN a nivel del mar y 311 kN en altura máxima.
Antes de 1958, los oficiales de la USAF y la NACA (posteriormente, la NASA) discutieron sobre un X-15 orbital, denominado como X-15B, que sería lanzado al espacio utilizando un misil Navajo. La idea fue descartada cuando se formó la NASA y se aprobó el Proyecto Mercury para un vuelo espacial tripulado. Hacia 1959, el programa del planeador espacial X-20 Dyna-Soar se convirtió en el método preferido por la USAF para lanzar una nave espacial militar a órbita. El programa del X-20 fue cancelado a comienzos de los años 1960.
El primer vuelo del X-15 fue una prueba sin propulsión realizada por Scott Crossfield el 8 de junio de 1959, seguido del primer vuelo propulsado el 17 de septiembre. El primer vuelo con el motor XLR-99 se realizó el 15 de noviembre de 1960.
Se fabricaron un total de tres aviones X-15 y realizaron 199 vuelos de pruebas, el último el 24 de octubre de 1968. Se planeó realizar el vuelo número 200 sobre Smith Ranch (Nevada). Estaba previsto para el 21 de noviembre de ese año con William J. Knight como piloto. Varios problemas técnicos y atmosféricos retrasaron el lanzamiento al menos seis veces hasta finales de diciembre. Finalmente, tras la cancelación debido al tiempo el 20 de diciembre de 1968, se decidió que no se realizaría el vuelo. Los X-15 fueron preparados para ser almacenados: el X-15 #1 fue enviado al Museo Nacional del Aire y el Espacio en Washington D. C.; el X-15 #2 se exhibe en el Museo Nacional de la Fuerza Aérea de los Estados Unidos en la base aérea de Wright-Patterson (Ohio); el X-15 #3 fue destruido en un accidente el 15 de noviembre de 1967.
Un total de doce pilotos volaron en el avión, incluyendo a Neil Armstrong, que se convertiría en el primer hombre en pisar la Luna, y a Joe Engle, que se convertiría en comandante en las misiones del transbordador espacial. En julio y agosto de 1963 el piloto Joe Walker cruzó la marca de 100 km de altitud, convirtiéndose en la primera persona en llegar al espacio dos veces.
El piloto de pruebas de la USAF, el mayor Michael J. Adams murió el 15 de noviembre de 1967 cuando su X-15 empezó a girar en descenso y posteriormente desintegrarse cuando la aceleración alcanzó 15 g (147 m/s²), esparciendo los restos del avión en 130 km². El 8 de junio de 2004 se erigió un monumento en el lugar donde se encontró la cabina, cerca de Randsburg. Adams recibió póstumamente las alas de astronauta por su último vuelo en el X-15 #3, que alcanzó una altitud de 81,1 km. En 1991, se añadió el nombre de Adams al Astronaut Memorial del centro espacial John F. Kennedy.
El segundo X-15A fue remodelado tras un accidente de aterrizaje. Se alargó su fuselaje 74 cm, se le equipó con depósitos de combustible adicionales y recibió un tratamiento anticalor en su superficie. El avión recibió la denominación de X-15A-2 y realizó su primer vuelo el 28 de junio de 1964, alcanzando una velocidad de 7.274 km/h (2.021 m/s).
Las altitudes alcanzadas por el X-15 permanecieron sin ser superadas por un avión tripulado excepto el transbordador espacial hasta el tercer vuelo del SpaceShipOne en 2004. Las velocidades y altitudes han sido superadas con frecuencia en cohetes no tripulados como el Pegasus. El estatorreactor Boeing X-43 consiguió acercarse a Mach 10 el 16 de noviembre de 2004 a una altitud de 29 km.
Cinco aviones estuvieron involucrados en el programa del X-15, tres de ellos aviones-cohete X-15 y dos B-52 para transporte.
- X-15A-1 - 56-6670, 82 vuelos propulsados.
- X-15A-2 - 56-6671, 53 vuelos propulsados.
- X-15A-3 - 56-6672, 64 vuelos propulsados.
- NB-52A - 52-003 (retirado en octubre de 1969)
- NB-52B - 52-008 (retirado en noviembre de 2004)[2]

## X-15/Blue Scout
En marzo de 1962 la NASA propuso utilizar el X-15 como lanzador orbital, utilizando un cohete Blue Scout como vector a ser lanzado desde la panza del X-15 mediante un raíl extensible. El proyecto fue rechazado debido a dudas sobre la seguridad y su viabilidad económica.

## Vuelos

### Vuelos a mayor altitud
En los Estados Unidos existen dos definiciones para astronauta según la altitud que haya conseguido. La USAF decidió dar las alas de astronauta a aquellos que superasen el límite de 80 km. La FAI establece el límite del espacio en 100 km. Trece vuelos del X-15 superaron los 80 km y dos de ellos los 100 km.
| Vuelo     | Fecha                    | Velocidad máxima | Altitud   | Piloto            |
| --------- | ------------------------ | ---------------- | --------- | ----------------- |
| Vuelo 62  | 17 de julio de 1962      | 6.167 km/h       | 95.940 m  | Robert White      |
| Vuelo 77  | 17 de enero de 1963      | 5.918 km/h       | 82.810 m  | Joe Walker        |
| Vuelo 87  | 27 de junio de 1963      | 5.512 km/h       | 86.870 m  | Robert Rushworth  |
| Vuelo 90  | 19 de julio de 1963      | 5.971 km/h       | 106.010 m | Joe Walker        |
| Vuelo 91  | 22 de agosto de 1963     | 6.106 km/h       | 107.960 m | Joe Walker        |
| Vuelo 138 | 29 de junio de 1965      | 5.523 km/h       | 85.527 m  | Joseph H. Engle   |
| Vuelo 143 | 10 de agosto de 1965     | 5.713 km/h       | 82.601 m  | Joseph H. Engle   |
| Vuelo 150 | 28 de septiembre de 1965 | 6.006 km/h       | 90.099 m  | John B. McKay     |
| Vuelo 153 | 14 de octubre de 1965    | 5.720 km/h       | 81.230 m  | Joseph H. Engle   |
| Vuelo 174 | 1 de noviembre de 1966   | 6.035 km/h       | 93.543 m  | Bill Dana         |
| Vuelo 190 | 17 de octubre de 1967    | 6.206 km/h       | 85.500 m  | Pete Knight       |
| Vuelo 191 | 15 de noviembre de 1967  | 5.745 km/h       | 81.080 m  | Michael J. Adams† |
| Vuelo 197 | 21 de agosto de 1968     | 5.541 km/h       | 81.530 m  | Bill Dana         |

† Fallecido en el vuelo

### Vuelos a mayor velocidad
| Vuelo     | Fecha                   | Velocidad máxima | Altitud  | Piloto           |
| --------- | ----------------------- | ---------------- | -------- | ---------------- |
| Vuelo 45  | 9 de noviembre de 1961  | 6.587 km/h       | 30.968 m | Neil Armstrong   |
| Vuelo 59  | 27 de junio de 1962     | 6.605 km/h       | 37.704 m | Joe Walker       |
| Vuelo 64  | 26 de julio de 1962     | 6.420 km/h       | 30.145 m | Neil Armstrong   |
| Vuelo 86  | 25 de junio de 1963     | 6.294 km/h       | 34.077 m | Joe Walker       |
| Vuelo 89  | 18 de julio de 1963     | 6.317 km/h       | 31.943 m | Robert Rushworth |
| Vuelo 97  | 5 de diciembre de 1963  | 6.466 km/h       | 30.785 m | Robert Rushworth |
| Vuelo 105 | 29 de abril de 1964     | 6.286 km/h       | 30.968 m | Robert Rushworth |
| Vuelo 137 | 22 de junio de 1965     | 6.338 km/h       | 47.518 m | John B. McKay    |
| Vuelo 175 | 18 de noviembre de 1966 | 6.840 km/h       | 30.145 m | Pete Knight      |
| Vuelo 188 | 3 de octubre de 1967    | 7.274 km/h       | 58.552 m | Pete Knight      |

## Pilotos del X-15
| Piloto              | Organización   | Vuelos totales | Vuelos espaciales (USAF) | Vuelos espaciales (FAI) | Número Mach máximo | Velocidad máxima (km/h) | Altitud máxima (m) |
| ------------------- | -------------- | -------------- | ------------------------ | ----------------------- | ------------------ | ----------------------- | ------------------ |
| Michael J. Adams    | USAF           | 7              | 1                        | 0                       | 5,59               | 6151                    | 81 077             |
| Neil Armstrong      | NASA           | 7              | 0                        | 0*                      | 5,74               | 6420                    | 63 246             |
| Scott Crossfield    | North American | 14             | 0                        | 0                       | 2,97               | 3154                    | 24 725             |
| Bill Dana           | NASA           | 16             | 2                        | 0                       | 5,53               | 6272                    | 93 543             |
| Joseph H. Engle     | USAF           | 16             | 3                        | 0*                      | 5,71               | 6257                    | 85 527             |
| Pete Knight         | USAF           | 16             | 1                        | 0                       | 6,70               | 7274                    | 85 496             |
| John B. McKay       | NASA           | 29             | 1                        | 0                       | 5,65               | 6217                    | 90 099             |
| Forrest S. Petersen | USN            | 5              | 0                        | 0                       | 5,3                | 5794                    | 31 029             |
| Robert Rushworth    | USAF           | 34             | 1                        | 0                       | 6,06               | 6466                    | 86 868             |
| Milt Thompson       | NASA           | 14             | 0                        | 0                       | 5,48               | 5993                    | 65 258             |
| Joe Walker          | USAF           | 25             | 3                        | 2                       | 5,92               | 6605                    | 107 960            |
| Robert M. White     | USAF           | 16             | 1                        | 0                       | 6,04               | 6587                    | 95 936             |

## Especificaciones

### Generales
- Tripulación: 1
- Longitud: 15,45 m
- Envergadura: 6,8 m
- Altura: 4,12 m
- Superficie alar: 18,6 m²
- Peso en vacío: 6.620 kg
- Peso cargado: 15.420 kg
- Máximo peso al despegue: 15.420 kg
- Planta motriz: un motor de cohete  de combustible líquido Thiokol XLR-99-RM-2 de 313 kN de empuje a 30 km de altitud.

### Rendimiento
- Velocidad máxima: Mach 6,85 (7.274 km/h)
- Alcance máximo: 450 km
- Techo de vuelo: 108 km
- Régimen de ascenso: 300 m/s
- Carga alar: 829 kg/m²
- Relación empuje-peso: 4,43

### Aeronaves similares
- Bell X-2
- Douglas D-558-2 Skyrocket

### Secuencias de designación
- Secuencia NA-_ (interna de North American): ← NA-237 - NA-238 - NA-239 - NA-240 - NA-241 - NA-242 - NA-243 →
- Secuencia X-_ (Aviones eXperimentales estadounidenses, 1948-presente): ← X-12 - X-13 - X-14 - X-15 - X-16 - X-17 - X-18 →

### Listas relacionadas
- Anexo:Aeronaves de la Fuerza Aérea de los Estados Unidos (históricas y actuales)